# Episodi di Cold Case - Delitti irrisolti (quinta stagione)
La quinta stagione della serie televisiva Cold Case - Delitti irrisolti, formata da 18 episodi, è stata trasmessa negli Stati Uniti sul canale CBS dal 23 settembre 2007 al 4 maggio 2008.
In Italia è andata in onda in chiaro su Rai 2 dal 13 settembre all'8 novembre 2008.
| nº | Titolo originale   | Titolo italiano        | Prima TV USA      | Prima TV Italia   |
| -- | ------------------ | ---------------------- | ----------------- | ----------------- |
| 1  | Thrill Kill        | Paura del buio         | 23 settembre 2007 | 13 settembre 2008 |
| 2  | That Woman         | L'anello della purezza | 30 settembre 2007 | 13 settembre 2008 |
| 3  | Running Around     | Amore e morte          | 7 ottobre 2007    | 20 settembre 2008 |
| 4  | Devil Music        | Rock and roll          | 14 ottobre 2007   | 20 settembre 2008 |
| 5  | Thick as Thieves   | L'ultima truffa        | 21 ottobre 2007   | 27 settembre 2008 |
| 6  | Wunderkind         | Ragazzo prodigio       | 28 ottobre 2007   | 27 settembre 2008 |
| 7  | World's End        | La fine del mondo      | 4 novembre 2007   | 4 ottobre 2008    |
| 8  | It Takes a Village | Il pozzo               | 11 novembre 2007  | 4 ottobre 2008    |
| 9  | Boy Crazy          | Strano suicidio        | 18 novembre 2007  | 11 ottobre 2008   |
| 10 | Justice            | Legittima difesa       | 25 novembre 2007  | 11 ottobre 2008   |
| 11 | Family 8108        | Sogno americano        | 9 dicembre 2007   | 18 ottobre 2008   |
| 12 | Sabotage           | Il carillon            | 6 gennaio 2008    | 18 ottobre 2008   |
| 13 | Spiders            | I figli dell'odio      | 17 febbraio 2008  | 25 ottobre 2008   |
| 14 | Andy in C Minor    | Il mondo del silenzio  | 30 marzo 2008     | 25 ottobre 2008   |
| 15 | The Road           | Il collezionista       | 6 aprile 2008     | 1º novembre 2008  |
| 16 | Bad Reputation     | Il mito                | 13 aprile 2008    | 1º novembre 2008  |
| 17 | Slipping           | Follia                 | 27 aprile 2008    | 8 novembre 2008   |
| 18 | Ghost of My Child  | L'incendio             | 4 maggio 2008     | 8 novembre 2008   |

## Paura del buio
- Titolo originale: Thrill Kill
- Diretto da: Alex Zakrzewski
- Scritto da: Veena Sud

### Trama
Il team riapre il caso del 1994 in cui tre bambini di dieci anni sono stati assassinati, quando uno dei due adolescenti condannati per omicidio s'impicca. La madre crede che suo figlio e il suo amico siano innocenti e l'indagine svela gli errori giudiziari commessi. Intanto Lilly, dopo un periodo di convalescenza, torna in servizio.
- Il vero colpevole del triplice omicidio è il padre di Jack, uno dei tre ragazzini, li ha uccisi perché suo figlio e gli altri gli volevano fare uno scherzo sapendo della sua paura del buio, strascico di un trauma infantile.
- Lilly vede il fantasma delle tre vittime andare in bicicletta e Jack le fa un cenno di saluto, l'adolescente morto viene visto dalla madre e dal suo amico superstite al momento dell'uscita di galera di quest'ultimo.
- Liberamente ispirato al caso dei tre di West Memphis.
- Tutte le musiche dell'episodio sono dei Nirvana.
  - Canzone iniziale: All Apologies dei Nirvana.
  - Canzone finale: Come as You Are dei Nirvana.

## L'anello della purezza
- Titolo originale: That Woman
- Diretto da: Roxann Dawson
- Scritto da: Liz W.Garcia

### Trama
La maglietta di una ragazza di 15 anni, uccisa nel 1998, viene rinvenuta in un furgone appartenente a un bidello della scuola frequentata dalla ragazza. Il team riapre il caso e l'indagine porta la squadra ad un club religioso dove apprendono un oscuro segreto che si rivelerà la chiave per risolvere il caso.
- I colpevoli dell'omicidio sono gli altri quattro componenti del club; l'hanno uccisa e lapidata perché, a loro detta, li aveva ingiustamente macchiati.
- Lilly vede il fantasma della vittima nel parco dove è stata uccisa.
  - Canzone iniziale: I Will Buy You a New Life degli Everclear
  - Canzone finale: Black Balloon dei Goo Goo Dolls

## Amore e morte
- Titolo originale: Running Around
- Diretto da: Holly Dale
- Scritto da: Jennifer M. Johnson

### Trama
Il team riapre il caso di una sconosciuta uccisa nel 2006, ma scoprono che la vittima era una ragazza amish che si trovava a Philadelphia per vivere il rito di passaggio chiamato Rumspringa.
- Il colpevole dell'omicidio è un amico amish, l'ha uccisa perché lei non voleva tornare a casa e lui invece avrebbe voluto pur non potendo, perché ripudiato dalla comunità.
- La sorella della vittima la vede mentre sorride.
- In quest'episodio ha partecipato anche Shailene Woodley.
  - Canzone iniziale: Unwritten di Natasha Bedingfield
  - Canzone finale: Breakaway di Kelly Clarkson

## Rock and roll
- Titolo originale: Devil Music
- Diretto da: Chris Fisher
- Scritto da: Kate Purdy

### Trama
Il team riapre il caso di un talento rock ucciso nel 1953, e scoprono che la vittima non è stata uccisa nel luogo del ritrovamento. L'indagine rivela che il ragazzo si trovava di fronte allo scoraggiamento della sua famiglia.
- Il colpevole dell'omicidio è suo cugino, l'ha ucciso perché lo accusava di aver cambiato quelli attorno a lui.
- Il commesso dello zio vede il fantasma della vittima mentre suona.
  - Canzone iniziale: Duncles and Cherry Cheeks dei The Andrews Sisters
  - Canzone finale: Can't Help Falling in Love di Elvis Presley

## L'ultima truffa
- Titolo originale: Thick as Thieves
- Diretto da: Holly Dale
- Scritto da: Cristopher Silber

### Trama
Quando una donna non identificata muore in ospedale dopo 18 anni di coma, il team riapre il suo caso e Lilly scopre che la vittima era una truffatrice seriale mentre il suo complice era suo figlio.
- I colpevoli sono il figlio e la sua ragazza, la uccidono per i soldi dell'assicurazione sulla vita.
- Lilly vede il fantasma della vittima nella sala archivi.
  - Canzone iniziale: All She Want Is dei Duran Duran
  - Canzone finale: One More Try di George Michael

## Il ragazzo prodigio
- Titolo originale: Wunderkind
- Diretto da: Kevin Bray
- Scritto da: Greg Plageman

### Trama
Lilly riapre il caso di un quattordicenne ucciso nel 2002 e scopre che sua madre sta usando il suo numero di previdenza sociale. Il team scopre che il ragazzo stava iniziando a giocare d'azzardo.
- Il colpevole dell'omicidio è il suo fratellastro, l'ha ucciso perché si era rifiutato di unirsi a una banda giovanile.
- Jeffries vede il fantasma della vittima nel piazzale della palestra.
  - Canzone iniziale: Superstylin dei Groove Armada
  - Canzone finale: Natural Blues di Moby

## La fine del mondo
- Titolo originale: World's End
- Diretto da: Roxann Dawson
- Scritto da: Gavin Harris

### Trama
Alcuni resti umani vengono rinvenuti in un pozzo e Lilly scopre che la vittima era una casalinga scomparsa nel 1938, durante la trasmissione di Orson Welles della Guerra dei mondi.
- Il colpevole dell'omicidio è suo marito, l'ha uccisa perché la donna aveva una relazione con un altro uomo.
- L'uomo che aveva la relazione con la vittima la vede nel locale dove si sono conosciuti e ballano insieme.
  - Canzone iniziale: Begin the Beguine di Artie Shaw
  - Canzone finale: Always di Frank Sinatra

## Il pozzo
- Titolo originale: It Takes a Village
- Diretto da: Kevin Bray
- Scritto da: Erica Shelton

### Trama
Quando un ragazzo, scomparso tre mesi prima, viene trovato morto in un container, il team trova anche le altre vittime che erano state rapite tra il 1999 e il 2003 e conservate da tempo e Lilly capisce subito che si tratta di un serial killer di adolescenti.
- Il colpevole di questi omicidi è il ragazzo che un tempo aveva subito torture analoghe, li ha uccisi perché vedeva in loro i ragazzi più grandi che lo avevano dominato e che si erano presi gioco di lui; il colpevole, però, si suicida tagliandosi la gola davanti agli occhi di Lilly e Scotty.
- Miller vede il fantasma delle tre vittime in un vetro e invece la nonna dell'ultima vittima vede il nipote davanti a casa sua, mentre ascolta la canzone che lui stesso le aveva consigliato.
  - Canzone iniziale: Undeniable di Mat Kearney
  - Canzone finale: You're Gonna Make It di KJ-52 e di Blanca Reyes

## Strano suicidio
- Titolo originale: Boy Crazy
- Diretto da: Holly Dale
- Scritto da: Joanna Lovinger

### Trama
Il team riapre il caso del 1963 sulla morte di una sedicenne, apparentemente suicida, alla quale piaceva vestirsi da ragazzo. Lilly scopre che il padre l'ha portata in una clinica per deviazioni di genere. Intanto Stillman, per proteggere Scotty, si autosospende passando il comando a Jeffries.
- Colpevole dell'omicidio è il suo amico e amato, l'ha sacrificata per evitarle i trattamenti dolorosi a cui era sottoposta nella clinica.
- L'amico della vittima la vede nel laboratorio di quest'ultimo.
- Liberamente ispirato al romanzo Qualcuno volò sul nido del cuculo
- In quest'episodio ha partecipato anche l'attrice Linsey Godfrey.
  - Canzone iniziale: He's a Rebel dei The Crystals
  - Canzone finale: Everybody Loves Me But You di Brenda Lee

## Legittima difesa
- Titolo originale: Justice
- Diretto da: Agnieszka Holland
- Scritto da: Veena Sud

### Trama
Il team riapre il caso di uno studente appena laureato, ucciso nel 1982 dopo una festa di laurea e sulla cui tomba hanno scritto stupratore. Lilly scopre che la vittima era, per l'appunto, uno stupratore seriale.
- Il colpevole dell'omicidio è il fratello di una delle vittime, l'ha ucciso per fare giustizia alla sorella.
- Vera vede il fantasma della vittima nella sala archivi.
  - Canzone iniziale: Space Age Love Song degli A Flock of Seagulls
  - Canzone finale: Save a Prayer dei Duran Duran

## Sogno americano
- Titolo originale: Family 8108
- Diretto da: Jeannot Szwarc
- Scritto da: Kelly Garret e Elizabeth Randall

### Trama
Il team riapre il caso di un giapponese emigrato in America, spinto giù dalle scale nel 1945 durante una partita della Marina Militare. Lilly scopre che lui e la sua famiglia erano tra le migliaia di giapponesi emigrati negli Stati Uniti che furono mandati nei campi d'internamento durante la seconda guerra mondiale. Stillman torna al comando dopo essersi autosospeso.
- Il colpevole dell'omicidio era il superiore del figlio, l'ha ucciso perché la vittima aveva chiesto la medaglia a suo figlio.
- La moglie e la figlia della vittima vedono sia lui che il ragazzo sorridere.
- La canzone finale era in realtà una lettera che il figlio della vittima aveva inviato prima di morire in guerra.
  - Canzone iniziale: Boogie Woogie Bugle Boy dei The Andrews Sisters
  - Canzone finale: Billy's Letter di David Huynh

## Il carillon
- Titolo originale: Sabotage
- Diretto da: Nicole Kassel
- Scritto da: Greg Plagerman

### Trama
Una bomba viene fatta esplodere negli spogliatoi di una palestra, provocando un ferito, e Lilly scopre che l'ordigno è collegato a una serie di attentati dinamitardi, con due morti e un ferito, avvenuti tra il 1999 e il 2003.
- Il colpevole di questi attentati è stato un ex ingegnere informatico, ha ucciso due persone per un motivo sconosciuto.
- Il bombarolo vede il fantasma delle due vittime mentre lo portano via.
- Liberamente ispirato al caso Theodore Kaczynski.
  - Canzone iniziale: Last Christmas degli Wham!
  - Canzone finale: Apologize degli One Republic

## I figli dell'odio
- Titolo originale: Spiders
- Diretto da: John Peters
- Scritto da: Liz W.Garcia

### Trama
Il team riapre il caso di una diciassettenne uccisa nel 1998, dopo che suo padre era stato accusato di abusi da parte di una ragazzina. Ma scoprono che la vittima era stata coinvolta in un omicidio irrisolto di una donna da parte di un gruppo di neonazisti.
- Il colpevole dell'omicidio era il suo amico su ordine del capo di una setta, l'hanno uccisa per farla tacere.
- Lilly vede il fantasma della vittima nella sala archivi.
- Liberamente basata sia sulla vita di Dan Burros sia sul film American History X.
  - Canzone iniziale: Someday degli Sugar Ray
  - Canzone finale: Tonight, Tonight dei The Smashing Pumpkins

## Il mondo del silenzio
- Titolo originale: Andy in C Mirror
- Diretto da: Jeannot Szwarc
- Scritto da: Gavin Harris

### Trama
Alcune tracce di sangue trovate in una stanza erano di un ragazzo sordomuto scomparso nel 2006, in una scuola per sordi. L'indagine rivela presto gli sforzi della vittima per tornare a sentire nuovamente, con grande sgomento della sua famiglia e dei suoi amici.
- Il colpevole dell'omicidio è il suo migliore amico, l'ha ucciso perché il ragazzo aveva fatto un impianto cocleare per sentire di nuovo.
- L'amica della vittima la vede davanti alla scuola.
  - Canzone iniziale: SOS di Rihanna
  - Canzone finale: Look After You dei The Fray

## Il collezionista
- Titolo originale: The Road
- Diretto da: Holly Dale
- Scritto da: Jennifer M. Johnson

### Trama
Lilly e Scotty si recano in Virginia Occidentale per scortare a Philadelphia un sospetto che si ritiene colpevole del rapimento e dell'omicidio di una donna nel 2007, durante la sua festa di fidanzamento. In un sotterraneo intestato al sospettato viene rinvenuto un cadavere con evidenti segni di segregazione, ma si scopre appartenere ad una donna sposata e madre di una figlia, e Lilly capisce subito che la donna è ancora viva.
- La vittima dell'episodio viene trovata viva nella cella sotterranea dove il killer l'ha rinchiusa.
- I fantasmi delle vittime vengono visti da Miller nella sala interrogatori.
  - Canzone iniziale: Umbrella di Rihanna
  - Canzone finale: Come Home degli One Republic

## Il mito
- Titolo originale: Bad Reputation
- Diretto da: Alex Zakrzewski
- Scritto da: Christopher Silber

### Trama
Il caso di un ex rapinatore ucciso nel 1997 è stato riaperto dopo che la sua mano mozzata viene trovata nella casa del crack. L'uomo voleva tornare alle sue vecchie abitudini e c'è il dilemma tra l'omicidio per vendetta oppure per cercare di proteggere suo figlio.
- Il colpevole dell'omicidio è un poliziotto, l'ha ucciso perché ha fallito la copertura.
- Il figlio della vittima lo vede davanti a casa sua.
  - Canzone iniziale: Santa Monica degli Everclear
  - Canzone finale: Recovering the Satellites dei Counting Crows

## Follia
- Titolo originale: Slipping
- Diretto da: Kevin Bray
- Scritto da: Erica Shelton

### Trama
Il team riapre il caso del 1962 sulla morte di una donna apparentemente suicida, dato che la lettera di suicidio non corrisponde alla sua calligrafia. Si scopre presto che la donna si comportava in maniera paranoica poco prima della sua morte ma una scoperta sconvolgente fa risolvere il caso.
- Il colpevole dell'omicidio è suo marito, l'ha uccisa perché lui aveva rubato le poesie della moglie e le voleva spacciare per sue.
- Scotty vede la vittima nell'archivio.
- Liberamente ispirata al film Angoscia.
  - Canzone iniziale: Crazy di Patsy Cline
  - Canzone finale: End of the World di Brenda Lee

## L'incendio
- Titolo originale: Ghost of my Child
- Diretto da: Rosxann Dawson
- Scritto da: Liz W.Garcia

### Trama
Una ex tossicodipendente chiede a Lilly di riaprire il caso di suo figlio presumibilmente morto in un incendio nel 2005, sostenendo che abbia visto quest'ultimo giocare al parco. La squadra riesamina la scena del crimine e scopre che il bambino morto nell'incendio non era lui.
- I colpevoli dell'incendio e del rapimento sono il medico e sua moglie, hanno rapito il bambino per allontanarlo dalla madre.
- La vittima dell'episodio non era morta, anzi è stata ritrovata viva nella casa dei colpevoli dell'incendio, per cui nessun fantasma appare a fine episodio.
- Liberamente ispirato al caso di rapimento di Delimar Vera.
  - Canzone iniziale: Better Days dei Goo Goo Dolls
  - Canzone finale: Far Away dei Nickelback